# Vladimir Aleksić (glumac)
Vladimir Aleksić (Zrenjanin, 14. novembar 1977) srpski је glumac, autor i producent.

## Obrazovanje
Aleksić je pohađao osnovnu školu Petar Petrović Njegoš i Zrenjaninsku gimnaziju u Zrenjaninu. Diplomirao je glumu na Akademiji umetnosti u Novom Sadu u klasi profesora Petra Banićevića 1999 god. Bio je stipendista Narodnog pozorišta 'Toša Jovanović' u Zrenjaninu.

## Biografija
Neposredno posle završetka Akademije seli se u Italiju, na poziv italijanskog pozorišta Motus. Sa njima radi niz predstava Visio Gloriosa, Vacany Room, Twin Rooms, Splendid's, Too Late!, Alexis, una tragedia greca. 2002. godine projekat Rooms dobija specijalnu nagradu za najbolji pozorišni projekat u Italiji Premio Ubu. Aleksić sarađuje i sa Elenоm Buci, Papiem Korsikatom, Lizom Ferlaco Natoli (Lisa Ferlazzo Natoli), Mazbedom (Masbedo). U Srbiji igra u rediteljskim ostvarenjima, imedju ostalih, Milana Neškovića, Ivice Buljana, Sonje Vukićević, Jovana Ćirilova, Ive Milošević, Gorčina Stojanovića, Olge Dimitrijević, Nikite Milivojevića.
Aktivan je i kao filmski i televizijski glumac: 
2022. Il Grande Gioco ( SKY Italia), 2022. Vera (RTS Srbija),  2021.Pucnji u Marseju, Zlatna levica, priča o Radivoju Koraću, Triologia anni 70, Vlažnost, Rekvijem za gospođu J, Einstein, Il cuore nel pozzo, Maresciallo Rocca, Vratiće se rode, Ono kao ljubav, , Južni vetar
Godine 2016. uradio je svoju prvu autorsku predstavu, sa rediteljkom i autoricom Sanjom Mitrović, Drugovi, ja se ni sada ne stidim svoje komunističke prošlosti – I am not ashamed of my communist past (produkcija: Stand Up Tall Productions; koprodukcija Srbija i Belgija).
U sezoni 2016/2017 sa Beogradskom filharmonijom i Tamarom Krcunović realizuje projekat Teatar u Filharmoniji – Pisma kompozitora (Mocart, Čajkovski, Maler, Šuman, Stravinski).
Godine 2018. glumi u predstavi 'My revolution is better than yours', posvećenu majskoj revoluciji '68, po konceptu i režiji Sanje Mitrović, a u produkciji pozorišta Théâtre Nanterre-Amandiers iz Pariza i Stand Up Tall Productions iz Brisela.
2019. Producent, koautor i koreditelj (Olga Dimitrijevic), predstave `Lepa Brena project` u produkciji njegove Flyinginger, Bitef teatra i Schlachthaus theater Bern. 
2021. Autor je i producent predstave " Putovanje izvan središta zemlje' u produkciji BELEF festivala, Beograd  I flying Ginger.. Predstava se igrala u autobusu, na aerodromu i u avionu.
2022. Autor i producent predstave 'Sveta Prada' u produkciji Flying Ginger i Bitef teatra.
Aleksić je bio i voditelj TV emisije Ja imam Talenat! (Serbia's got talent), 2009-2013, RTS i igrano-dokumentarnog serijala Srpski junaci srednjeg veka, 2017-2021, RTS.

## Nagrade
- 2023. Lepa Brena project, Najbolja predstava, STORY Hall of Fame, Hrvatska
- 2022. Best supporting actor, Pucnji u Marseju, Actors&Directors awards, New York, USA